# پائو کوبارسی
پائو کوبارسی پاردس (زادۀ ۲۲ ژانویۀ ۲۰۰۷)، بازیکن فوتبال اهل اسپانیا است که به عنوان مدافع میانی برای بارسلونا در لالیگا و تیم ملی اسپانیا بازی میکند. او که به هوش بازی خود معروف است یکی از بهترین مدافعان جوان جهان به شمار می رود و در رختکن تیم به عنوان پائو سفیده شناخته میشود. 

## دوران باشگاهی
کوبارسی که در خیرونا، کاتالونیا به دنیا آمد، قبل از انتقال به بارسلونا در سال ۲۰۱۸، کار خود را با خیرونا آغاز کرد. پس از درخشش در آکادمی، او به سومین بازیکن جوان بارسلونا تبدیل شد که در لیگ جوانان یوفا اولین بازی خود را انجام داد، پس از لامین یامال و ایلایکس موریبا، زمانی که او در تساوی ۱–۱ با تیم چک ویکتوریا پلزن شروع کرد.
پائو کوبارسی در در آوریل ۲۰۲۳ با نظر ژاوی به تیم اصلی بارسلونا تمرین کردو قرارداد جدیدی با این باشگاه بست. وی اولین بازی خود را با پیراهن این تیم در مقابل یونیونیستاس د سالامانکا در کوپا دل ری انجام داد و از دقیقه ۴۶ به میدان رفت.
وی در در ۱۲ مارس در بازی دور برگشت مرحله یک‌هشتم نهایی لیگ قهرمانان اروپا در بازی مقابل ناپولی اولین بازی خود را در لیگ قهرمانان اروپا انجام داد که بازی با پیروزی ۳–۱ بارسلونا به اتمام رسید و پائو کوبارسی به عنوان بهترین بازیکن این دیدار انتخاب شد و همچنین با سن ۱۷ سال و ۵۰ روز با شکستن رکورد داوید آلابا به جوانترین بازیکن تاریخ مرحله حذفی لیگ قهرمانان اروپا تبدیل شد.

## دوران ملی
پائو کوبارسی که سابقه بازی در تیم‌های ملی پایه اسپانیا را داشت، در در ۲۳ مارس ۲۰۲۴، در حالی که ۱۷ سال و یک ماه و ۲۸ روز سن داشت برای اولین بار توسط لوئیس د لا فوئنته به تیم بزرگسالان اسپانیا دعوت شد و اولین بازی خود را در بازی دوستانه مقابل کلمبیا انجام داد که بازی با نتیجه ۱–۰ به نفع کلمبیا به پایان رسید و به جوان‌ترین مدافعی تبدیل شد که برای اسپانیا بازی کرده‌است و رکوردی را که قبلاً در سال ۲۰۰۵ در اختیار سرخیو راموس بود، شکست.

## آمار

### باشگاهی
تا تاریخ ۲۶ ژانویه ۲۰۲۵
| عملکرد باشگاهی | عملکرد باشگاهی  | عملکرد باشگاهی | لیگ  | لیگ | جام  | جام | قاره‌ای | قاره‌ای | سایر | سایر | مجموع | مجموع |
| باشگاه         | لیگ             | فصل            | بازی | گل  | بازی | گل  | بازی   | گل     | بازی | گل   | بازی  | گل    |
| -------------- | --------------- | -------------- | ---- | --- | ---- | --- | ------ | ------ | ---- | ---- | ----- | ----- |
| بارسلونا بی    | پریمرا فدراسیون | ۲۰۲۳–۲۴        | ۹    | ۰   | –    | –   | –      | –      | –    | –    | ۹     | ۰     |
| بارسلونا       | لا لیگا         | ۲۰۲۳–۲۴        | ۱۹   | ۰   | ۲    | ۰   | ۳      | ۰      | ۰    | ۰    | ۲۴    | ۰     |
| بارسلونا       | لا لیگا         | ۲۰۲۴–۲۵        | ۲۱   | ۰   | ۲    | ۰   | ۷      | ۰      | ۲    | ۰    | ۳۲    | ۰     |
| مجموع آمار     | مجموع آمار      | مجموع آمار     | ۲۰   | ۰   | ۲    | ۰   | ۲      | ۰      | ۰    | ۰    | ۲۴    | ۰     |

1. 1 2  حضور در لیگ قهرمانان اروپا
2. ↑  حضور در سوپرجام اسپانیا

### ملی
تا تاریخ ۱۸ نوامبر ۲۰۲۴
| تیم ملی | سال   | بازی | گل |
| ------- | ----- | ---- | -- |
| اسپانیا | ۲۰۲۴  | ۵    | ۰  |
| مجموع   | مجموع | ۵    | ۰  |

## افتخارات

### باشگاهی
- سوپرجام اسپانیا: ۲۰۲۵

- قهرمان کوپا دل ری ۲۰۲۵
- قهرمان (۱): لالیگا  لالیگا ۲۰۲۵-۲۰۲۴

### اسپانیا زیر ۲۳ سال
- مدال طلای المپیک تابستانی: ۲۰۲۴[۱۸]

### فردی
- بهترین بازیکن زیر ۲۳ سال ماه لا لیگا:مارس ۲۰۲۴[۴]